# Boundary Peak
Boundary Peak – szczyt w Stanach Zjednoczonych, w paśmie górskim White Mountains (część Kordylierów), w zachodniej części stanu Nevada, najwyższe wzniesienie tego stanu (4007 m n.p.m.). Leży na terenie hrabstwa Esmeralda, w obrębie lasu narodowego Inyo, niecały kilometr od granicy kalifornijskiej.